# Bristol Siddeley Proteus
Le Bristol Proteus fut le premier succès de la Bristol Aeroplane Company dans la conception des moteurs à turbine à gaz. Ce turbopropulseur délivre un peu plus de 4 000 ch (3 000 kW). Le Proteus possède deux arbres de transmissions à turbines à gaz à flux inversé, semblable aux modèles Whittle originaux avec un étage de turbine supplémentaire. Du fait que la turbine de l'arbre de transmission interne n’entraîne pas de compresseur, seulement les pales, ce moteur est parfois classé comme moteur à turbine libre. Il a été utilisé principalement sur le Bristol Britannia, mais aussi pour d'autres utilisations.

## Conception et Développement
Le travail de conception sur le Proteus a commencé en septembre 1944, au cours du développement la turbine à gaz a été construit comme étant un petit turboréacteur qui est devenu le Bristol Phoebus. Ce moteur a été testé en mai 1946 attaché à la soute à bombes d'un Avro Lincoln. La performance a été médiocre en raison de problèmes de débit d'air. Le compresseur centrifuge a été remanié, mais des problèmes similaires ont été rencontrés lorsque le Proteus a commencé les essais au sol le 25 janvier 1947.
Le Proteus Mk.600 original délivrait 3780 ch (2 820 kW), et était utilisé sur les premières versions du Britannia et sur l'hydravion Saunders-Roe princess. Les versions sur le Princess étaient différentes. Les turbines ont été montés dans une grande armature entraînant une seule hélice à travers une boîte de vitesses, et étaient connus sous le nom de Coupled Proteus. Le Coupled Proteus a également été conçu pour être utilisé sur les versions Mk.II du Bristol Brabazon, mais ce projet a été annulé. Seuls trois princess ont été construits, dont un seul a volé, et au moment où le Britannia était prêt pour le tester, le fabricant a décidé de l'équiper avec le Mk.700 Proteus.
Au cours du développement, il y avait de graves problèmes avec les aubes du compresseur, des aubes de turbine et des roulements défaillant à des niveaux de puissance de sortie pourtant encore faible. Cela a conduit à la célèbre citation de l'ingénieur en chef du projet Proteus Frank Owner à l'ingénieur en chef de la division Moteurs Stanley Hooker : « Vous savez, Stanley, lorsque nous avons conçu le Proteus, j'ai décidé que nous devrions faire le moteur avec la plus faible consommation de carburant dans le monde, quel que soit son poids et l'encombrement. Jusqu'à présent, nous avons atteint le poids et l'encombrement ! »
À ce stade, le Proteus avait des problèmes de givrage, provoquant le retard des projets de moteurs et d'avions bien que des solutions eussent été trouvées. Le Mk.705 de 3 900 ch (2 900 kW) a été la première version à voir sa production généralisée sur le Bristol Britannia série 100 et quelque série 300. Le Mk.755 de 4 120 ch (3 070 kW) a été utilisé sur la série 200 (non construit) et autres 300, et le Mk.765 de 4 445 ch (3 315 kW) a été utilisé sur la série 250 pour la RAF.

## Application

### Aviation
- Bristol Britannia
- Bristol Type 167 Brabazon Mk.II
- Saunders-Roe Princess

### Automobile
- Bluebird-Proteus CN7

### Maritime
Après avoir testé sur la frégate HMS Exmouth, le moteur Proteus a été utilisé pour alimenter les patrouilleurs rapides Brave -classe de la Marine royale, et par la suite dans de nombreux patrouilleurs rapides de conception similaire construit pour l'exportation par Vosper (en). Ce sont les navires de guerre les plus rapides jamais construits, réalisant une vitesse de 50 nœuds par mer calme. Le torpilleur suédois Spica et ses frères ont également été alimentés par le Proteus.
Le Proteus a été utilisé sur l'aéroglisseur SR.N4 Mountbatten. L'installation de quatre moteurs "Proteus" ont été regroupés à l'arrière de l'engin. Les moteurs propulsaient chacun un arbre horizontal qui alimentait l'un des quatre "pylônes" placés aux coins du bateau. Au pylônes, la boîte de vitesses utilisait le couple horizontal pour alimenter un axe vertical, avec un ventilateur de levage à l'arrière et un propulseur à l'avant. Les deux à l'avant nécessitaient de longs arbres qui couraient le long de la cabine des passagers.

### Autres applications
Pendant de nombreuses années, un moteur Proteus a été utilisé sur le site d'essai Rolls-Royce à Hucknall dans une soufflerie. Celui-ci pouvait simuler des vents allant jusqu'à 40 nœuds, et a été utilisé pour démontrer la stabilité de moteurs à turbine à gaz dans des conditions extrêmes.